# Mercadotecnia de servicios
El Marketing de Servicios es un área del Marketing, que adapta algunas de sus prácticas a las peculiaridades propias de los Servicios. Frente al tradicional enfoque del Marketing en torno a productos, el Marketing de servicios es un área de reciente desarrollo, que ha cobrado especial importancia por el peso económico de estos servicios.

## Alcance y peculiaridades del Marketing de Servicios
Comparte con otras áreas, como el Marketing de productos o el Marketing industrial, algunas herramientas comunes, especialmente las más estratégicas. Pero necesita en su operativa adaptarse a las características específicas de los servicios, señalando Lovelock y Wirtz:
- su intangibilidad, que hace necesario en muchas ocasiones tangibilizar el servicio
- su variabilidad, que dota de especial importancia al equipo humano de la empresa que entrega el servicio al cliente
- su carácter perecedero, que implica que el servicio se genera en el momento de consumo, permitiendo una mayor involucración del cliente

## Componentes
Debido a estas peculiaridades, cobran una especial relevancia según señalan Kotler y Keller  tres componentes de la relación:
- El cliente: los clientes cuentan con numerosas alternativas para elegir proveedores de servicios, especialmente con el auge de las tecnologías digitales y la movilidad. La empresa de servicios necesita partir del entendimiento de sus usos y sus necesidades. Y debe entregar sus servicios de una forma relevante para los segmentos claves de clientes a los que sirve, conforme los procesos establecidos por la empresa.
- El equipo humano de la empresa: resulta de especial importancia en las interacciones personales el papel del personal de la empresa, porque tangibiliza el servicio y lo crea en el momento para el cliente. Además, personaliza la marca de la empresa de servicios.
- Los canales físicos y digitales: el cliente espera acceder al servicio ofrecido por la empresa a través de los canales de su preferencia. Canales digitales como Internet o el móvil permiten a los clientes acceder a la empresa desde cualquier lugar del mundo y en todo momento.

## Herramientas del Marketing Servicios
Las organizaciones cuentan con diversas herramientas para evolucionar la creación y la entrega de esos  servicios, destacando Villaseca  por su relevancia:
- Diseño de servicios: ante la importancia de adaptar las propuestas a las necesidades de los clientes, diversas sistemáticas de diseño permiten ofrecer soluciones desde el entendimiento de estos clientes. Una de esas sistemáticas de diseño de servicios utilizada es design thinking. Supone partir del entendimiento del cliente, para desarrollar con creatividad soluciones de servicio, testarlas empíricamente y finalmente implementarlas.
- Experiencia del cliente: en un entorno altamente competitivo, los clientes esperan recibir auténticas experiencias relevantes. Surgen así sistemáticas para su desarrollo como Customer experience management[5]  (CEM) o el Marketing experiencial.
- Gestión de clientes: ante la oportunidad de desarrollar relaciones estables con los clientes en el tiempo, las empresas adoptan diversos programas para potenciar su lealtad, según señalan Peppers y Rogers.[6] Entre ellos, la gestión del Customer relationship management (CRM) permite desarrollar acciones en este sentido. Los medios sociales permiten su evolución digital, convirtiéndose en una gestión desde el CRM social.[7]